# Santa Maria della Pace (Rom)
Koordinaten: 41° 53′ 59,6″ N, 12° 28′ 17,9″ O
Santa Maria della Pace (lateinisch Sanctae Mariae de Pace) ist eine Kirche in Rom. Sie ist zudem eine Titelkirche der römisch-katholischen Kirche und Klosterkirche brasilianischer Ordensschwestern. Sie ist berühmt für ihre – auch in Rom – einzigartige Barockfassade sowie für einige vorzügliche Kunstdenkmäler im Inneren. Bekannt ist auch der daneben liegende Kreuzgang, das erste gesicherte Werk Donato Bramantes in Rom.

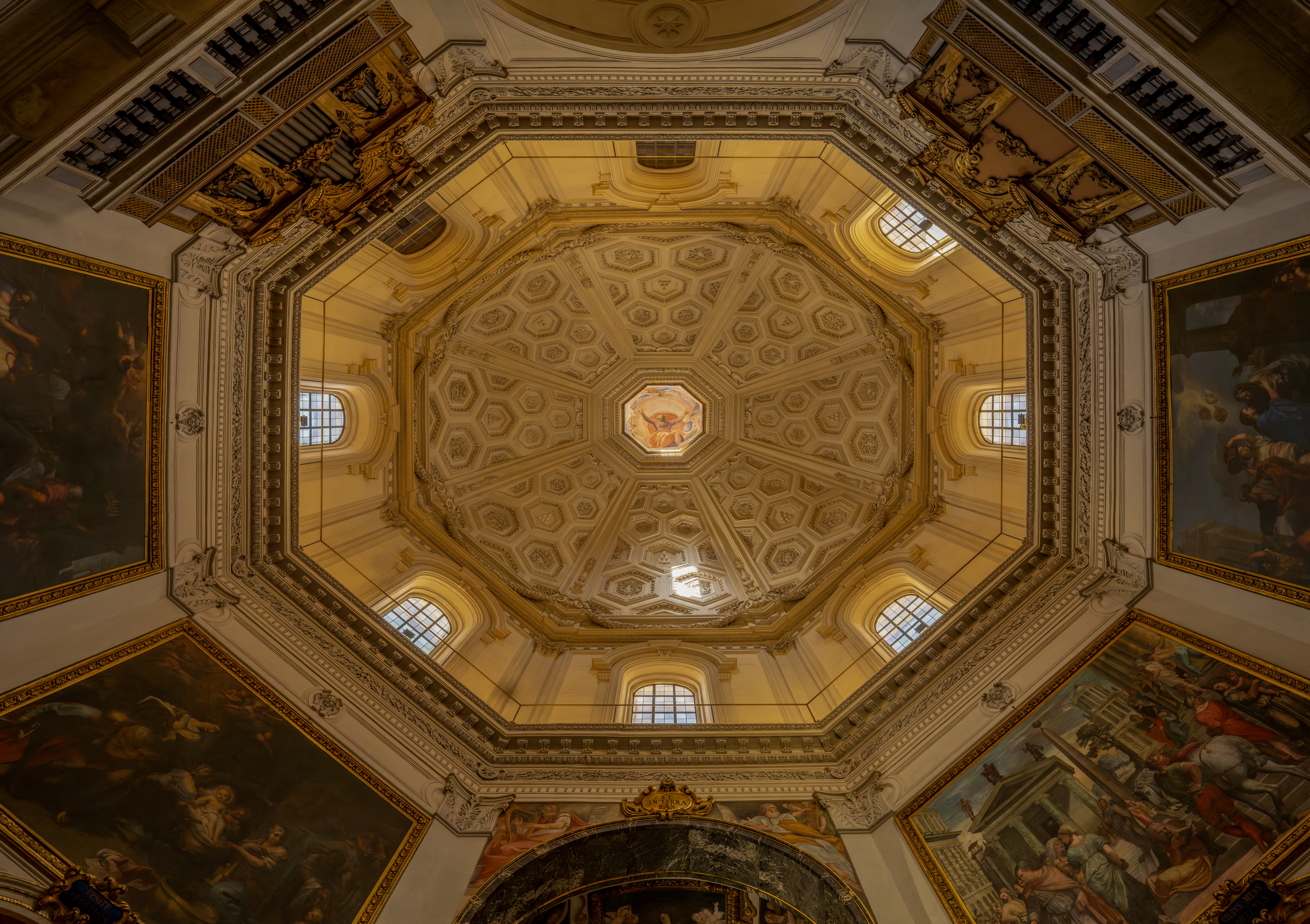
Kuppel von Santa Maria della Pace

## Lage
Die Kirche liegt im V. römischen Rione Ponte, etwa 100 Meter westlich des nördlichen Teils der Piazza Navona, direkt neben der Kirche Santa Maria dell’Anima.

## Geschichte und Baugeschichte
An der Stelle dieser Kirche stand ursprünglich eine andere. Sie hieß Sant’Andrea de Acquarenariis, war also eine dem Hl. Andreas geweihte Kirche der Wasserträger und -verkäufer. Anlässlich eines Friedensschlusses mit Mailand und Neapel begann 1482 auf Anweisung Papst Sixtus’ IV. der völlige Neubau der Kirche. Als Baumeister genannt wurde Baccio Pontelli; dies ist nicht gesichert. Etwa von 1500 bis 1504 wurde auf Veranlassung des Kardinals Oliviero Carafa der Kreuzgang von Bramante errichtet. Die Kirche wurde 1611 renoviert. Etwa um 1655, spätestens 1656/57, wurde die Fassade von Pietro da Cortona auf Geheiß Papst Alexander VII. gestaltet. Dies soll auf ein Gelübde des Papstes sowohl aus Angst vor der Pest als auch vor der Bedrohung durch die Franzosen unter König Ludwig XIV. zurückgehen. Da Cortona gestaltete nicht nur die Fassade, er führte auch im Innenraum die Gestaltung des bis dahin wohl „lapidar und kahl“ wirkenden zweiten Geschosses aus.

## Grundstruktur
Die Grundstruktur ist eine Verbindung zwischen einem Langhausbau und einem Zentralbau. Die Kirche ist einschiffig. Das Langhaus wird zunächst von zwei Kreuzgewölben überspannt; darauf folgt der zentrale, oktogonal angelegte Kuppelraum mit einer Höhe von ca. 28 Metern, daran anschließend ein quadratförmig angelegter Chorraum. Die Idee zu einer solchen Gestaltung ist nicht neu. Bereits in der Frührenaissance hatten schon andere Architekten einen oktogonalen Zentralbau in der Tradition antiker Bautypen (insbesondere der Kaiserthermen) entworfen, ohne diese auszuführen (bis auf SS. Annunziata in Florenz, ab 1444). Das Langhaus öffnet sich in vier Seitenkapellen, der Zentralraum in weitere vier. Die Kuppel ihrerseits ist dem antiken Vorbild des Pantheon nachempfunden, im Gegensatz zu dieser wurde aber das Opaion mit einer Laterne überkrönt.

## Fassade und Vorplatzgestaltung

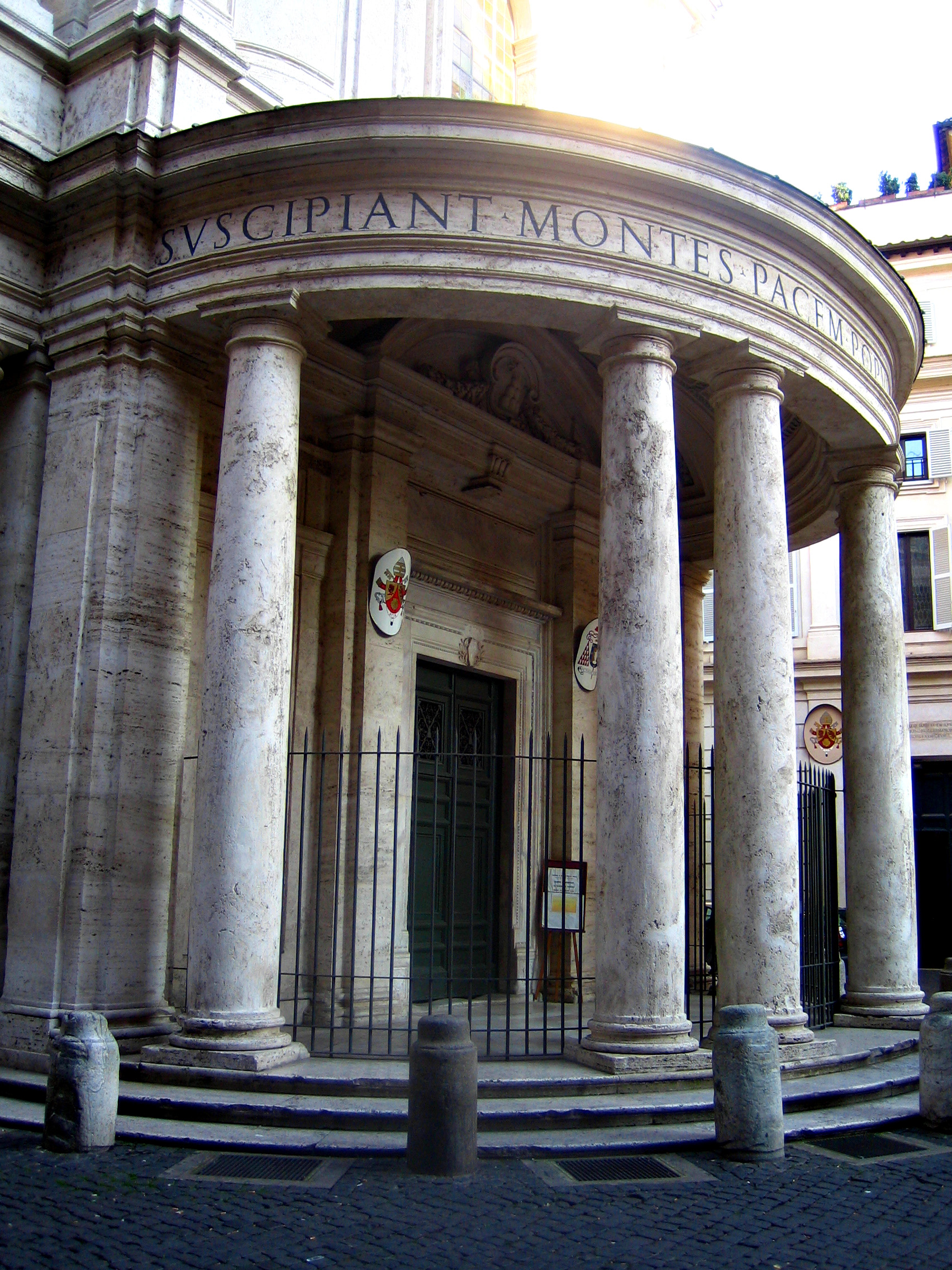
Die Vorhalle im Detail

Die Fassade der Kirche gilt als ein „Hauptwerk römischer Urbanistik“. Sie ist in mehrfacher Hinsicht einzigartig: Bis dahin war eine Fassade nicht anders als eine plane Fläche begriffen worden, eine Ebene, die es zu gestalten galt. Pietro da Cortona löste die Fläche auf und entwarf einen völlig eigenständigen Baukörper. Das Untergeschoss gestaltete er im Mittelteil als Vorhalle in Form eines halbierten Tempietto mit Säulen toskanischer Ordnung, diesen aufgesetzt ein gerundeter Architrav ionischer Ordnung mit einem flachen Dach. Dem dadurch erzeugten Konvexschwung des Untergeschosses steht der Konkavschwung des Obergeschosses, ausgeführt in ionischer Ordnung, gegenüber. Dabei werden die Maueransätze des Obergeschosses stark hinter die des Untergeschosses zurückgesetzt, was zusätzlich zu einer deutlichen Raumwirkung auf die Mitte der Fassade führt. Entsprechend der Gestaltung der Vorhalle folgen oberhalb der Säulen der Vorhalle jeweils eine Säule und ein Pilaster im Obergeschoss. Der Öffnung der Vorhalle entsprechend fügte da Cortona ein Fenster ein, das von einem durchbrochenen Segmentbogen überwölbt und von einem mehrfach gestuften Giebel gekrönt wird. „In der Konzentration aller architektonischen Mittel auf die Mitte, die Ballung von Säulen und Pilastern, im Widerspiel von vortretender Gliederung und zurückweichender Nische entsteht trotz kleiner Ausmaße große Architektur, das Urbild der raumhaften barocken Schauwand.“ Gleichwohl löste sich da Cortona nicht vollständig von seinen eigenen vorherigen Bauten. Das Obergeschoss des Mittelteiles entspricht bis auf wenige Ausnahmen vollkommen dem von Santi Luca e Martina.
Durch die offene Gestaltung der Vorhalle wird auch der Vorplatz Teil der barocken Schauarchitektur. Für die Neugestaltung des Platzes wurden einige Häuser niedergelegt. Die Gestaltung der Fassaden der übriggebliebenen übernahm ebenfalls da Cortona, wodurch der Platz ein einheitliches Aussehen erhielt. Da Cortona hatte Erfahrung als Bühnenbildner. So kam es wohl, dass der Satz „die Kirche erscheint als Bühne, der Platz als Zuschauerraum und die umstehenden Häuser als Logen“ seine Berechtigung hat.

## Innenausstattung

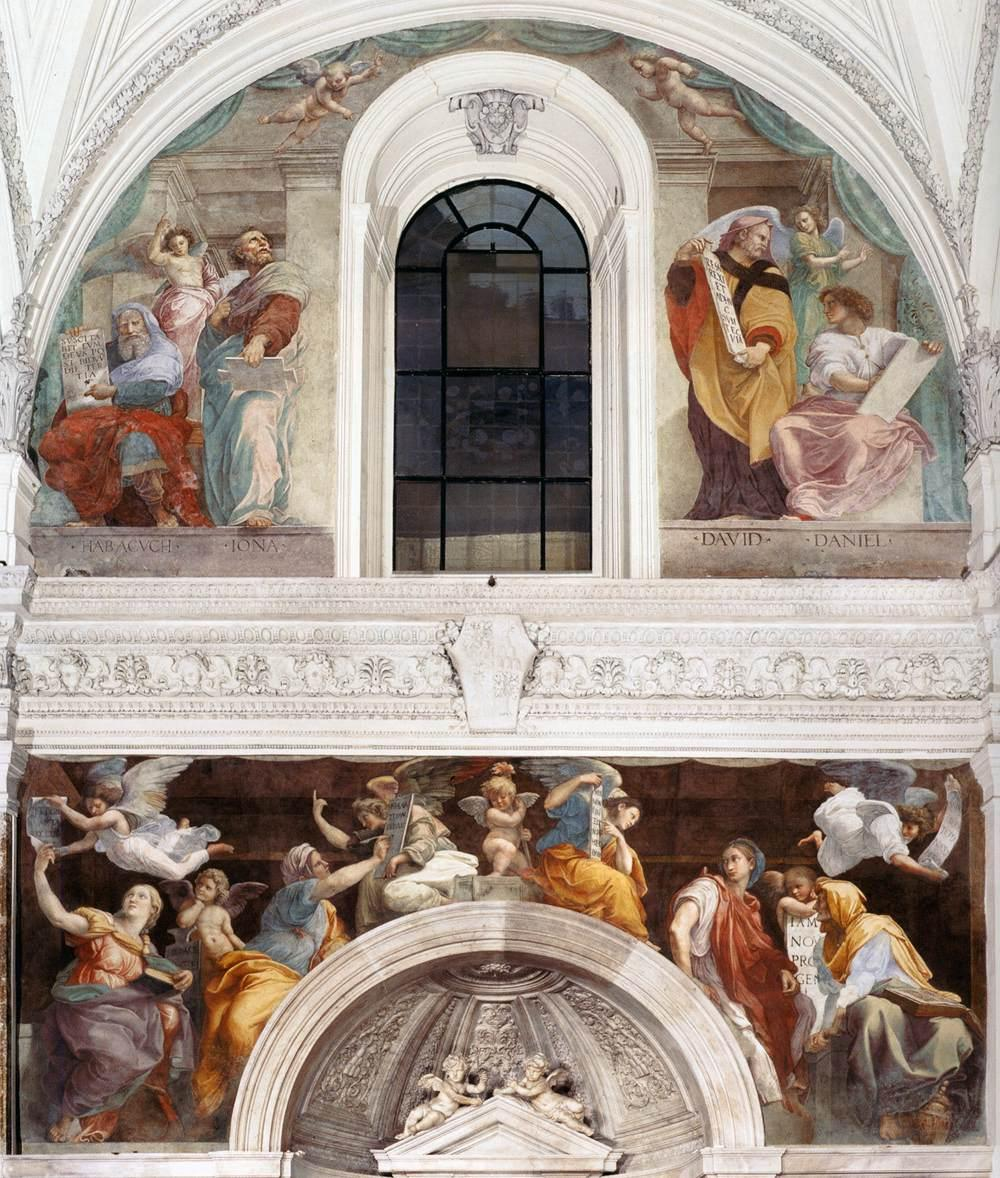
Raffael: Sibyllen und Propheten, ca. 1514

### Kuppel
Die Stuckdekoration der Kuppel stammt ebenfalls von Pietro da Cortona. Das Kuppelfresko, es stellt Die Darbringung Marias im Tempel dar, wurde von Baldassare Peruzzi ausgeführt. Es entstand im Auftrag des Testamentsvollstreckers von Agostino Chigi, Filippo Segardi. Peruzzi soll sich dabei an Raffaels Brand des Borgo in den Stanzen orientiert haben. Von der ursprünglichen Ausmalung der Kuppel durch Francesco Cozza blieb nur das Fresko in der Kuppellaterne erhalten, das Gott Vater darstellt.

### Capella Chigi

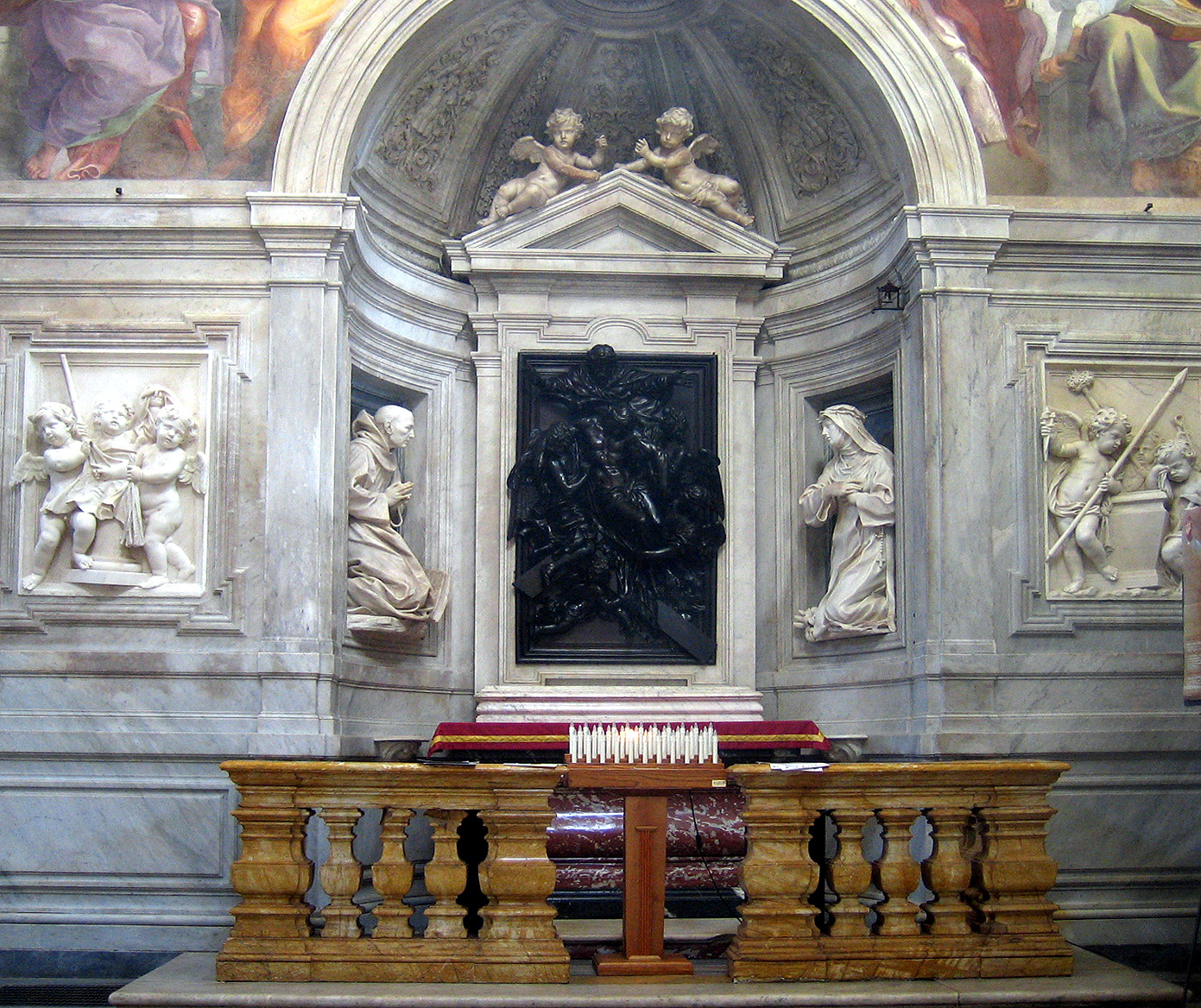
Ein Teil der Capella Chigi

Die erste Kapelle auf der rechten Seite war ursprünglich für Agostino Chigi vorgesehen. Er beauftragte den ihm befreundeten Raffael mit der Ausmalung. Dieser malte 1514 eigenhändig über dem Bogen die Sibyllen (Cumaea, Persica, Phrygia und Tiburtina). Die Züge einer der Sibyllen sollen Chigis verstorbener Kurtisane Imperia Cognati gehören. Die vier Propheten wurden wahrscheinlich von Timoteo Viti ausgeführt, wenngleich auch unter Raffaels Aufsicht. Agostino Chigi wurde später in Santa Maria del Popolo beigesetzt.

### Capella Ponzetti
Diese Kapelle ist die erste links. Das Altarbild, es stellt Die Madonna mit den Heiligen Brigitta und Katharina und Kardinal Ponzetti dar, wurde ebenfalls von Baldassare Peruzzi 1516 ausgeführt. Auftraggeber hierfür war Kardinal Ferdinando Ponzetti († 9. September 1527), ein Freund Agostino Chigis. Das Bild soll den Einfluss Raffaels verraten, unter anderem durch den pyramidenförmigen Aufbau des Bildes sowie die Haltung und Anordnung der Figuren nach Raffaels Werk Madonna del Pesce.

### Capella Cesi
Die zweite Kapelle rechts wurde von Antonio da Sangallo d. J. errichtet. Sie enthält Marmordekorationen von Simone Mosca sowie Statuen und Reliefs als auch das Grabmal einer Francesca Carduli Cesi († 1518). Das Grabmal und der größte Teil der Statuen und Reliefs stammen von Vincenzo de’ Rossi. Die Fresken in den Lünetten (Erschaffung Evas, Sündenfall) stammen von Rosso Fiorentino aus dem Jahr 1524.

### Hauptaltar

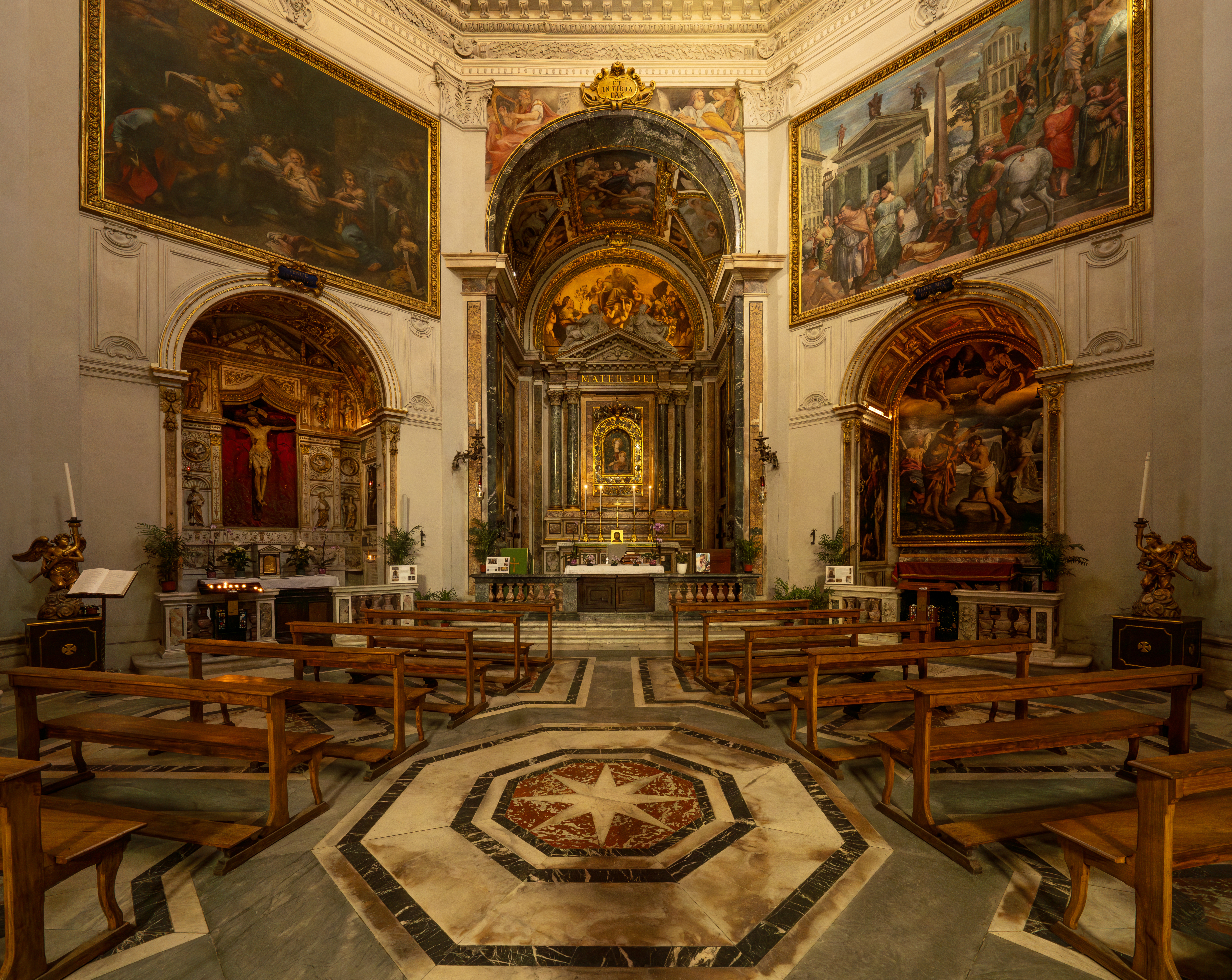
Blick zum Hauptaltar

Der Hauptaltar selbst stammt von Carlo Maderno, er wurde von 1611 bis 1614 ausgeführt. Das Bild der Madonna gilt als wundertätig (nach der Legende soll es geweint haben, als ein Stein nach ihm geworfen wurde).

### Sonstiges
Das Altarbild der zweiten Kapelle links geht auf Vorlagen von Michelangelo zurück, es wurde letztlich von Marcello Venusti ausgeführt.
In der Kreuzeskapelle befindet sich ein Tabernakel, dieses soll 1490 von Pasquale da Caravaggio ausgeführt worden sein.

## Kreuzgang

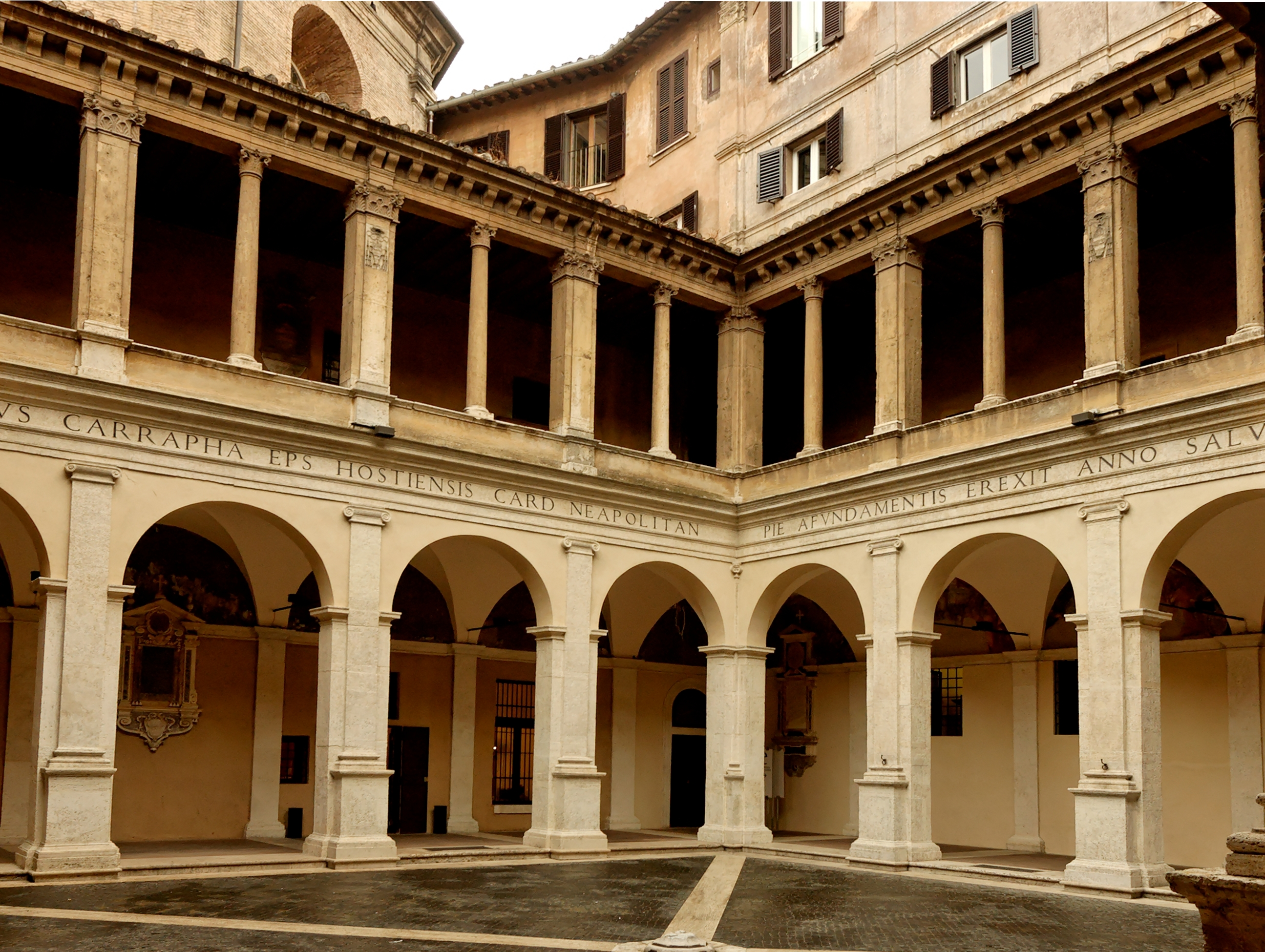
Ein Teil des Innenhofes

Die Kirche ist auch bekannt wegen ihres Kreuzganges (ital. Chiostro di Bramante), in der Literatur gelegentlich als „Innenhof“ bezeichnet. Er ist sowohl von der Sakristei als auch von der Via Arco della Pace, 5 aus erreichbar. Er wurde von 1500 bis 1504 für Kardinal Oliviero Carafa von Donato Bramante errichtet und ist sein erstes gesichertes Werk in Rom nach seiner Flucht aus Mailand 1499. Der Innenhof wurde zweistöckig errichtet, die beiden Stockwerke folgen völlig unterschiedlichen Systemen. Das Untergeschoss besteht aus Arkadenpfeilern, denen hochgesockelte Pilaster nach ionischer Ordnung vorgestellt sind. Bramante übernahm damit das typisch römische sogenannte Tabularium-Motiv. Im Obergeschoss wechseln sich Säulen und Pfeiler ab, die Säulen stehen jeweils auf dem Scheitelpunkt der darunterliegenden Arkaden. Säulen und Pfeiler tragen Kompositkapitelle. Die Ecken sind jeweils mit eingestellten Pfeilern und Pilastern zu beiden Seiten gestaltet. Bramante erntete mit der für seine Zeit unorthodoxen Gestaltung bei seinen Zeitgenossen größte Kritik, heute wird die Gestaltung als „im Geiste des Humanismus (als) eine Ordnung klassischer Harmonie“ gesehen.
Der Kreuzgang und die anschließenden Klosterräume werden heute als Ausstellungsraum, vor allem für historische Ausstellungen, genutzt.

## Nachwirkungen
Das System der Säulen dorischer Ordnung mit einem umlaufenden, nicht in Metopen und Triglyphen aufgelösten ionischen Architrav der Vorhalle übernahm Gian Lorenzo Bernini für die Gestaltung der Kolonnaden des Petersplatzes. Jedoch sind die Säulen nicht doppelt angeordnet, sondern hintereinander gestaffelt.
Das Motiv der Vorhalle wurde mit dem Tempietto del Carmelo an der Piazza Costaguti wieder aufgenommen.

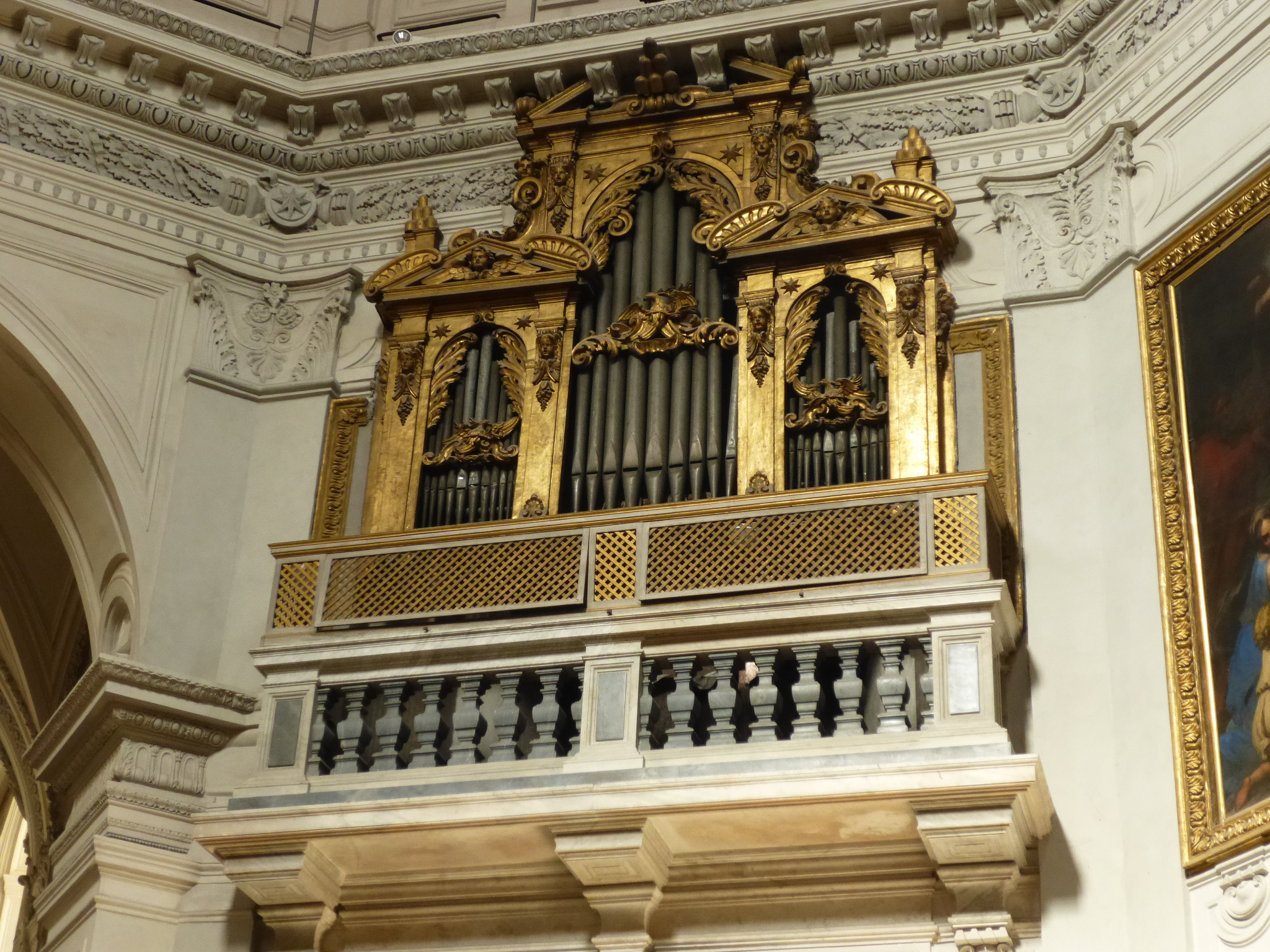
Orgel von Santa Maria della Pace